# András Frank
András Frank (* 3. Juni 1949 in Budapest) ist ein ungarischer Mathematiker, der sich mit Kombinatorik befasst.
Frank studierte 1967 bis 1972 an der Loránd-Eötvös-Universität und wurde 1980 bei László Lovász an der Ungarischen Akademie der Wissenschaften promoviert und 1990 habilitiert (Doktorgrad im russischen System). Er ist Professor in der Abteilung Operations Research der Lorand Eötvös Universität. 2011 bis 2014 ist er dort außerdem Direktor des Mathematischen Instituts.
Frank befasst sich besonders mit Graphentheorie und Kombinatorischer Optimierung. Er gründete und leitet die Forschungsgruppe für kombinatorische Optimierung der Eötvös Universität und der Ungarischen Akademie der Wissenschaften (EGRES).
Mit seiner Doktorandin Éva Tardos zeigte er, wie einige polynomialzeitlich lösbare kombinatorische Optimierungsprobleme stark polynomialzeitlich gelöst werden können.
2002 erhielt er den Tibor Szele Preis der Janos Bolyai Gesellschaft, 2009 den Albert Szent-Györgyi Preis und 2015 den Széchenyi-Preis.

## Schriften
- Connections in combinatorial optimization, Oxford University Press 2011